# 金澤紀子
金澤 紀子（かなざわ のりこ、1941年3月 - ）は、日本の歯科衛生士。日本歯科衛生士会会長。

## 略歴
1964年に福島県立歯科衛生士養成所を卒業。ライオン歯科衛生研究所などに勤め、1984年に日本歯科衛生士会会長に就任、1993年に退任後、2003年に再度就任。

## 受賞歴
- 2013年 旭日小綬章[2]

## 著書
- 新庄文明。米山武義、山崎摩耶、金沢紀子 編『歯科衛生士による　訪問歯科保健指導ガイドブック』監修 日本歯科衛生士会、医歯薬出版、1994年5月。ISBN 978-4-263-42105-5。 NCID BN11048831。
- 金澤紀子 他 著、伊藤公一、小野芳明、齊藤力、鈴木尚、高橋英登、宮地建夫、向井美惠、安井利一 編『歯と口の健康百科 家族みんなの健康のために』医歯薬出版、1998年7月。ISBN 978-4-263-45400-8。 NCID BA36929359。
- 日本歯科衛生士会 編『歯科保健指導ハンドブック』編集委員 金沢紀子、斎藤郁子、松田智子、新庄文明、末髙武彦、宮武光吉、安井利一、医歯薬出版、1998年9月。ISBN 978-4-263-45402-2。 NCID BA38521247。
- 金澤紀子、末髙武彦 編『健康と社会』医歯薬出版〈歯科衛生士が学ぶPick-Upシリーズ〉、2004年3月。ISBN 978-4-263-42153-6。 NCID BA67748519。
- 金澤紀子、武井典子、合場千佳子、岩久正明 編『歯科衛生研究の進め方・論文の書き方』医歯薬出版、2007年11月。ISBN 978-4-263-42161-1。 NCID BA84007651。

## 所属団体
- 日本歯科衛生士会 会長[1]
  - 日本歯科衛生学会 元会長[3]
- 日本口腔保健協会 専務理事[4]